# Kondritok

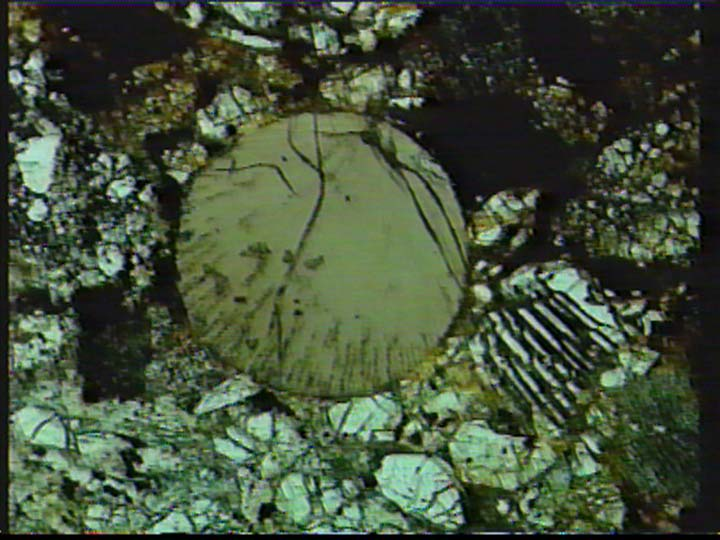
Üveges kondrum vékonycsiszolati szöveti képe.

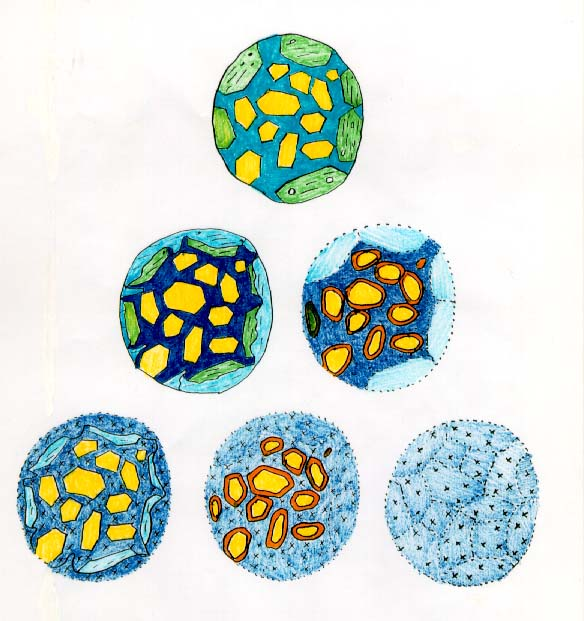
Porfíros kondrum vékonycsiszolati szöveti képe, részlet. A porfíros kondrum fokozatosan átalakul vizes oldat hatására és a különböző ábrák ezeket a fokozatokat mutatják. Az olivin kristályok fokozatosan kapnak átalakulási kérget, majd végül teljesen beolvadnak a vizesen átalakult ásványok közé.

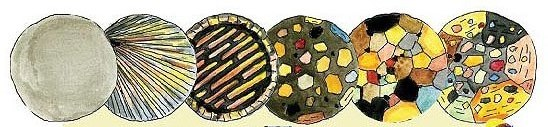
A hat fő kondrumtípus vékonycsiszolati szöveti képe. A típusok balról sorolva őket a következők: üveges, excentro-radiális, lemezes, porfiros, szemcsés és poikilites.

A kondritok a meteoritok egy gyakori típusát alkotják. A görög mag=kondrum szóból származik a nevük. A meteorithullások idején az esetek 85%-ában kondritos meteorit hullik.

## A meteoritok három fő típusa
A meteoritokat ma három nagy anyagtípusba sorolva csoportosítják: kő-, kő-vas- és vasmeteoritokként. Ezek közül a kőmeteoritok két részre bonthatók, kondritokra és akondritokra. Az akondritokban már nincsenek kondrumok. Miképp lesznek kondritokból akondritok, izgalmas anyagfejlődés-történeti kérdés és a meteoritika tudományának egyik fő területe ez.
A kondritok tizedmilliméterestől a centiméteres méretig terjedő nagyságú kicsiny gömböket, görögül kondrumokat (magokat) tartalmazó meteoritok, s ezekről kapták nevüket. A kondritok a hullott meteoritok körében 85%-ot tesznek ki. Közöttük az igen ősinek tartott szenes kondritok csak néhány százaléknyi csoportot alkotnak, mert könnyen málló, elmorzsolódó anyagúak, s hulláskor többségük széttöredezik apró darabokra. Ilyen a Magyarországon hullott híres kabai meteorit is, amely azonban szép alakú, a légkörön való áthaladás nyomait olvadéksugarakkal lesimított, sugarasan-kúposan mintázott - ablatált - felületén is magán viselő darab.

## A kondritos kis égitest fejlődéstörténete
A kondritos meteoritok hőtörténetét több szakaszra bonthatjuk. Ezeknek az átalakulási szakaszoknak a nyomait hordozzák anyagukban, szövetükben.
Kétféle fölmelegedési szakaszt tudunk megkülönböztetni. Az első fölmelegedési (és lehűlési) szakasz akkor történt, amikor a Naprendszer kialakult. Ekkor fejlődtek ki a Nap körüli ásványi anyagok s alkottak öveket a Naptól távolodva csökkenő hőmérsékletük szerinti elrendeződésben.
A második fölmelegedési szakasz már a kis égitest belsejében zajlott le. Ez a szakasz két részre osztható. A korábbi a kis égitest fölmelegedésének az a szakasza, amikor az emelkedő hőmérséklet hatására az égitest ásványi anyagai átkristályosodnak. (Ennek egyik speciális esete, amikor az átkristályosodás víz hatására történik.) Későbbi a kis égitest további fölmelegedésének az a szakasza, amikor az emelkedő hőmérséklet hatására megolvadások történnek és a kis égitest öves szerkezetűvé differenciálódik. Mindegyik szakasz vizsgálatához a kondritok szövetét kell ismernünk.

### Ősi kondritos szövet
A kondritos szövet két fő összetevőből áll: kondrumokból és mátrixból. Előfordulnak kisebb mennyiségben jelen lévő összetevők is, mint például a "fehér zárványokat" (CAI), melyek a spinellhez hasonlóan nagy olvadáspontú ásványokból állnak, vagy a kondrumokat körülvevő peremeket.
A kondritos kőzetszövet kémiai szempontból ellentmondásos szerkezetű. Míg a mátrix finom szemcsés, alacsony hőmérsékleten keletkezett ásványokból áll, addig a kondrumok is, és a CAI-k is magas olvadáspontú anyagok. Az a tény, hogy a kétféle keletkezési hőmérsékletű ásványi összetevők együtt vannak, nem „egyenlítődtek ki”, kémiai szempontból két dolgot jelent. Egyrészt a kőzet összetevői különböző helyeken keletkeztek és sodródtak egymás mellé, már hideg állapotban, még a Naprendszer keletkezése idején. Másrészt kémiai különbségük azt jelzi, hogy az az égitest, vagy égitest-zóna, amelyből a szenes kondrit meteoritanyaga leszakadt, sohasem melegedett fel eléggé. Ha fölmelegedett volna, a kondritos anyag „átsült” volna, átkristályosodott volna s kémiailag harmonizálódott volna a kondrumoknak és a mátrix szövetének az ásványos anyaga. Ez nem történt meg, meteoritünk tehát ősi, különféle eredetű anyagokból összetapadt kőzet. Ez az ősi anyag a Naprendszer születése körüli idők anyagait hordozza.

### A fölmelegedés során kialakulnak a kondrit típusok
A kőmeteoritok ásványai leginkább a földi magmás kőzetek ásványaival rokoníthatók, a kondritokéi pedig a földi köpenyt alkotó ásványokkal: olivinnel és alacsony Ca tartalmú piroxénekkel. E két fő ásványi összetevő alapján készült a századelőn a Rose-Prior-, majd a kémiai összetételi mérésekkel kiegészített Urey-Craig és a Wiik-Mason osztályozás is.
Ezek alapján a 60-as években már öt nagy kondrit csoportot különítettek el és hatodikként a szenes kondritokat: 
- az ensztatit kondritokat (E),
- az olivin-bronzit (H),
- az olivin-hipersztén (L),
- az amfoterit (LL) és
- az olivin-pigeonit (C-III. ilyen a híres kabai meteorit is) kondritokat valamint
- a szenes kondritokat (C), melyek később a zárójelben álló betű jeles rövidítést kapták.

A szenes kondritokat Wiik a C-I., C-II. és a C-III. szenes kondrit csoportokba sorolta, csökkenő illóelem tartalmuk alapján. A kondritok (egyes szenes kondritok kivételével) mindig tartalmaznak fémes összetevőt, Fe-Ni ötvözetet és FeS szulfidot is. A kondritos meteoritok ásványai azok, amelyeket kémiai modellekkel le tudtak vezetni a 70-es években a Nap körül kialakult, majd lehűlt Szoláris ködből.

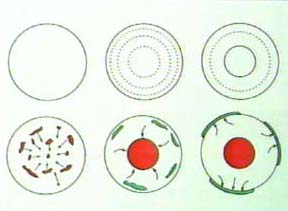
A fokozatosan fölmelegedő kisbolygó övezeteinek képe. A felső sorban a kisbolygó kondritos övei figyelhetők meg, az alsó sorban már a vas kiolvadása és a bazalt felszínre kerülése van ábrázolva.

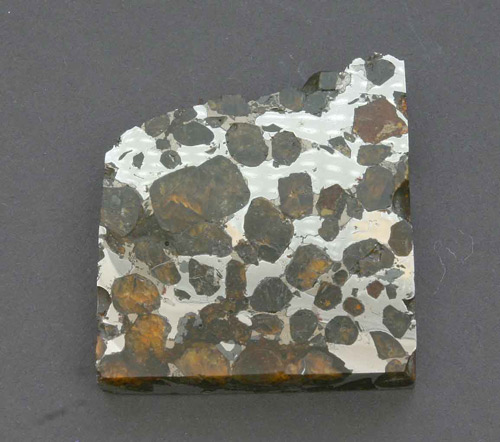
A Brahin pallazit egy szelete, melyben nagyméretű, szép olivin kristályok helyezkednek el a vasmeteorit mátrixában.

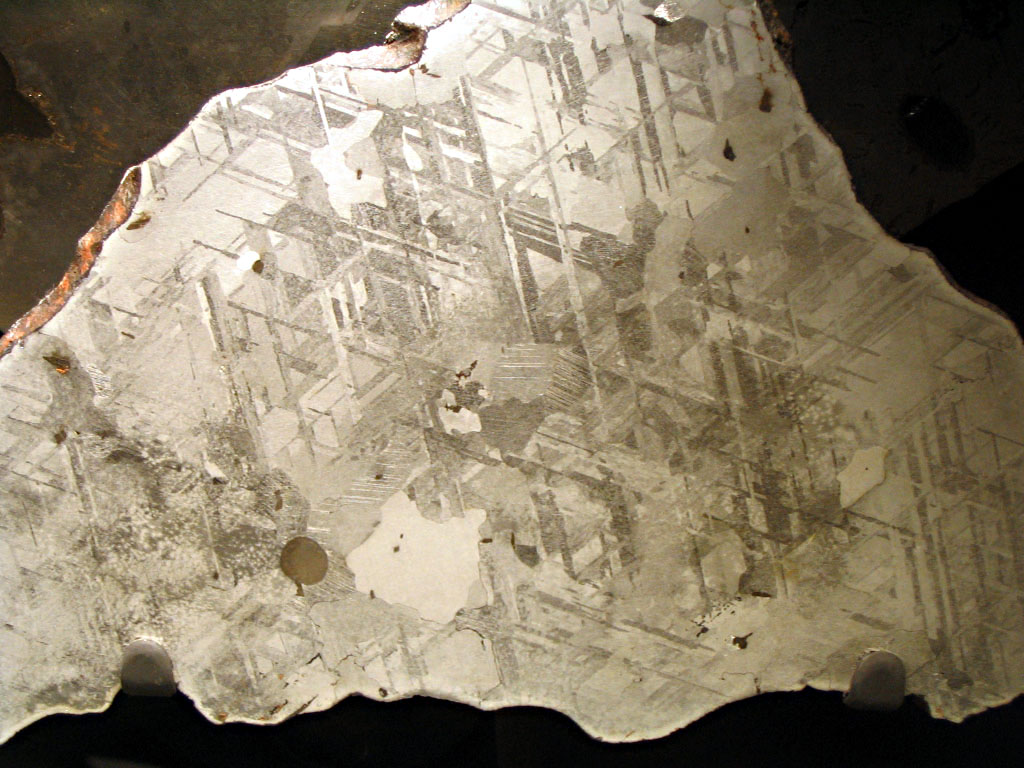
Vasmeteorit metszete, melyen jól megfigyelhetők a widmanstätten mintázat sávjai.

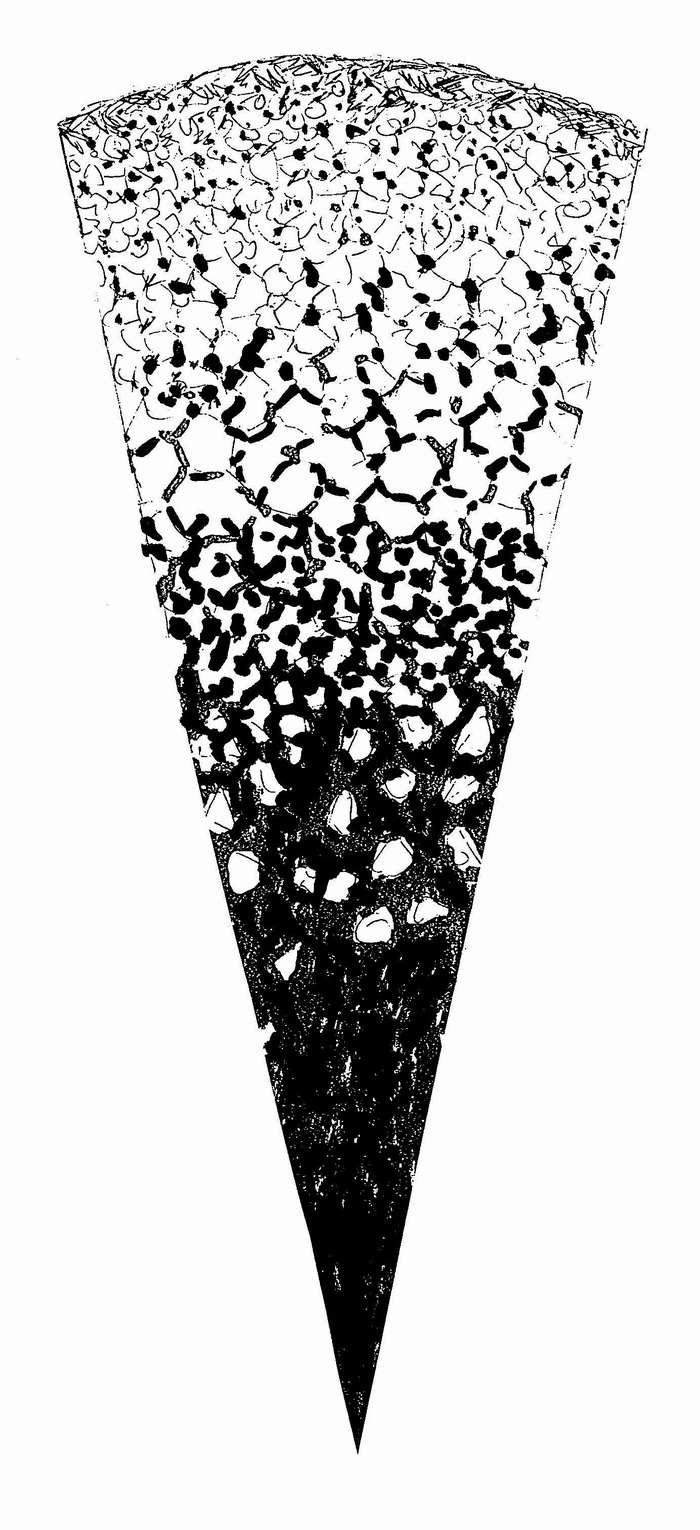
A differenciálódott kis égitest keresztmetszetének képe.

### A kondritok petrológiai típusai
A kondritok petrológiai típusait az 1960-as években dolgozták ki, amikor a fölkészülés zajlott a holdkőzetek fogadására az Apollo-program nyomán. A kondritok petrológiai típusai lényegében olyan fölmelegedési fokozatok, amelyek észrevehetően átalakítják a kondritos szövetet, átkristályosítják. Ezeket a fokozatokat van Schmus és Wood dolgozta ki. A hat petrológiai típushoz mindhez tartozik egy fölmelegedési hőmérséklet az E, H, L, LL és C osztályban. A melegedés hatására történő lassú átkristályosodás (metamorfózis) során a kondritos kőzetszövet fokozatos átalakulása figyelhető meg. A kondrumok fokozatosan elmosódott körvonalúvá válnak, majd teljesen szétfoszlanak a diffúzió hatására. Ugyancsak a hőmérséklet emelkedésével fokozódó diffúzió hatására kémiai kiegyenlítődés történik az egyes ásványok kémiai összetételében, elsősorban a mátrix és az ásványok között.

### A differenciálódási szakasz
A további fölmelegedés már parciális olvadási folyamatokat indít el. Az idők során egyre több olyan - viszonylag ritka - meteoritot találtak és tanulmányoztak, amely ugyan még kondritos összetételű, de már teljesen elveszítette kondrumos szövetét. Ezeket primitív akondritoknak nevezték el. Ma ezeket tekinthetjük a kondritokkal indult hőtörténeti fejlődés második szakasz a kezdetének. (Ilyen meteoritok az acapulcoitok, lodranitok, melyekben, kis mértékben a vas megolvadását, és bazaltos komponens parciális megolvadását is megfigyelték.)
A primitív akondritokból (melyek még kondritos összetételűek) olvadnak ki a legalacsonyabb olvadáspontú összetevők: a előbb a vas és a vasszulfid, később pedig a bazalt.

## Az övekre tagolódó fölmelegedő kondritos kisbolygó
A fölmelegedés és megolvadások hatására a kisbolygó övekre tagolódik.

## Lásd még
- Meteoritok osztályozása
- Akondritok
- Vasmeteorit
- Mezőmadarasi meteorit
- Mócsi meteorit
- Kabai meteorit
- Kondrumok
- Nyírábrányi meteorit